# Puente de Bessón
El puente Bessón se halla en el término municipal de Burgos (España). Cruza el río Arlanzón, afluente del río Arlanza, perteneciente a la cuenca del Duero. Este puente une dos importantes edificios públicos de Burgos: el Palacio de Justicia y el Instituto. 

## Promotor

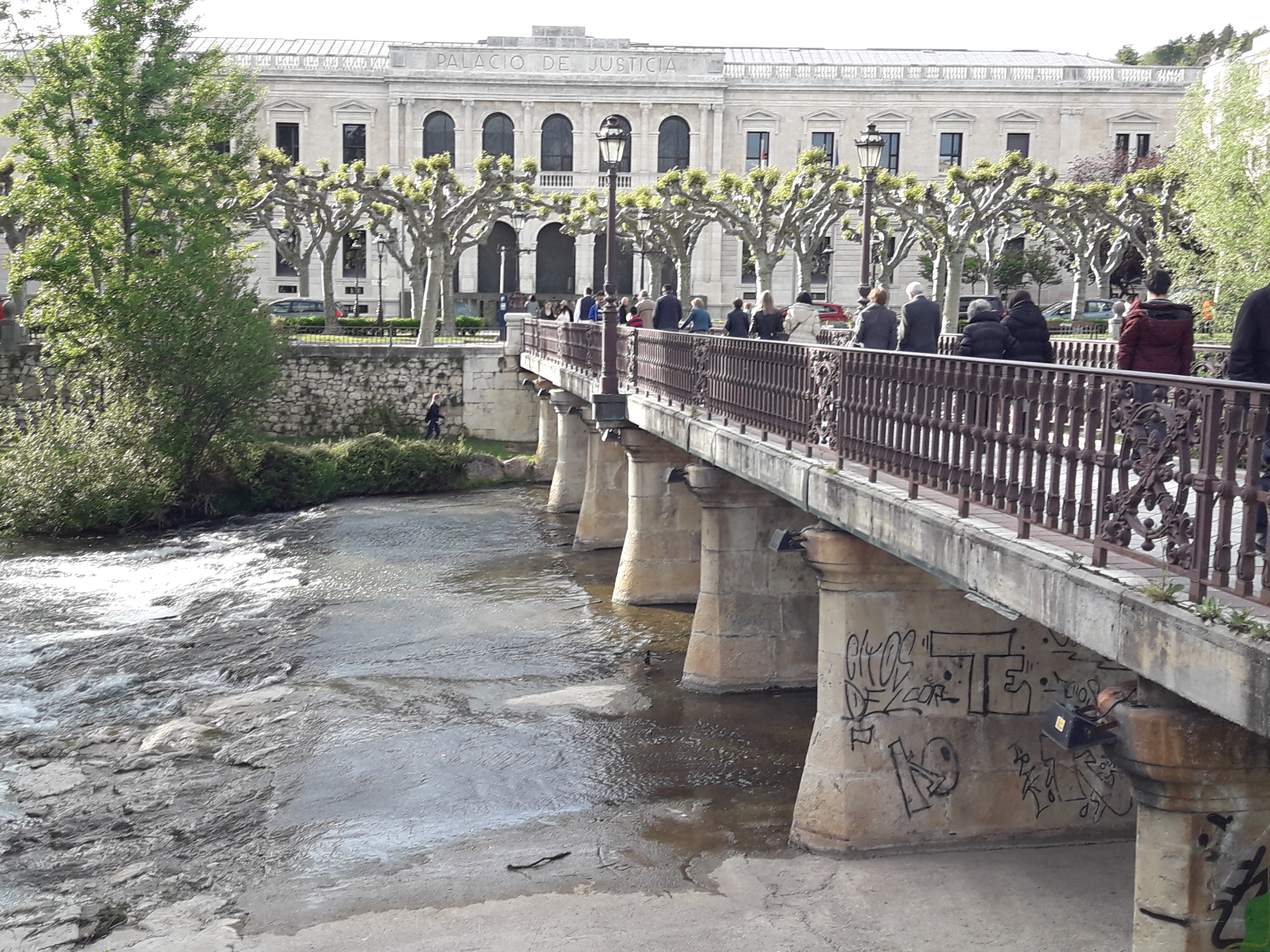
Puente Bessón

Cuando se instaló el Instituto de Segunda Enseñanza en el antiguo Colegio San Nicolás, se comprobó la necesidad de mejorar el entorno y levantar un puente que mejorase así la accesibilidad a los profesores y alumnos que acudían al colegió.
Fue entonces cuando Eduardo Augusto de Bessón (1822-1898), se convierte en impulsor y promotor de la construcción de este puente. Eduardo Augusto de Bessón nació en Madrid en 1822, donde cursó la carrera de Derecho, pasando así a formar parte del Colegio de Abogados de la capital en 1843, se incorporó al Colegio de Abogados de Burgos, ciudad en la que se mantuvo mucho tiempo. En 1845 pasa a ser secretario de la Junta Creadora del Instituto en el cual desempeña la plaza de catedrático de Lógica, gracias a este puesto logra los cargos de secretario y director. Por un tiempo, formó parte de distintas instituciones y asociaciones de fomento a la enseñanza. Se interesó por el patrimonio artístico local y por ello fue elegido vocal de la Comisión Provincial de Monumentos y académico de San Fernando. Se vinculó con la abogacía y la magistratura ya que fue magistrado suplente de Burgos, de 1869 a 1871, tras esto, continuó su carrera judicial como magistrado en la Audiencia de Zaragoza y como fiscal en la de Albacete, donde finalmente llegó a ser jefe de sección del Ministerio de Gracia y Justicia. Falleció en 1898.
Fue un hombre comprometido con su ciudad formando parte del Ayuntamiento, desempeñó el cargo de alcalde entre 1878 y 1879. Se preocupó por la vida ciudadana. Trato unir sus profesiones de capitular y profesor. Intento dinamizar la vida económica de Burgos como presidente de la Junta de Comercio e Industria e impulsó la vida cultural burgalesa siendo presidente de la Academia de Ciencias, Artes y Letras de Burgos.

## Materiales
En 1856, Bessón de dirigió al Ayuntamiento solicitando la construcción del puente frente al Instituto. Defendiendo su idea señalando los problemas que la falta de este puente producía, ya que sin el puente existía un difícil acceso al centro docente por la Carretera de Valladolid, en las mediaciones del antiguo Convento de la Merced, sobre todo el tiempos de lluvia y nieve.
Tras la defensa de su proyecto se levantó un puente de madera, siendo consciente de dos problemas ante este material, ya que con la crecida del río se podría dañar su estructura y la segunda dificultad era el coste del material ya que se vivían momentos de problemas económicos en la ciudad, por ello, Bessón decidió entregar dinero que le pertenecía para parte de la madera, con la condición de que en un futuro se le devolviese. Tras esto, se construyó una estructura de la que quedan testimonios gráficos, basada en unos zócalos de piedra sobre los que se alzaban los pilares en madera con estructura en V, sobre esta se colocó la plataforma y las balaustradas en ese mismo material.
En  1864, el arquitecto madrileño Severiano Sainz de la Lastra tuvo el encargo por el Ayuntamiento de planificar una mejora integral de canalización de las aguas del río Arlanzón. Tras la contrariedad de este personaje por la imagen y falta de solidez decidió aportar al público la construcción de un puente de mayores dimensiones, ejecutándose con un sólido pilar de piedra en el centro y planchas de hierro. 
A pesar de estas mejoras, se generaron problemas desde muy temprano y se buscó la manera de poder favorecer al puente, como la ubicación de farolas en 1866, las cuales permitían poder cruzar el puente sin peligro en los momentos de oscuridad.
La estructura de madera, tal y como se previó antes de su construcción, se resintió con las avenidas constatándose que eran necesarias intervenciones de consolidación. Esto causó la sustitución de los pilares originales por otros levantados en piedra. Sobre los nuevos pilares se construyó una nueva estructura de madera que permitía el paso. Todo ello llevó a Bessón a reclamar, en 1870, los materiales sobrantes de las citadas obras tal y como había quedado concertado en las prescripciones previas a su construcción. A pesar de las mejoras, en 1886 surgieron problemas que obligaron al Ayuntamiento a llevar a cabo otro proyecto de mantenimiento. En 1890 se redactaron por el arquitecto municipal, Saturnino Martínez, las condiciones de un nuevo antepecho de madera. Se presentaron varios contratistas quedando finalmente encargado Inocencio Gómez. En 1896 la plataforma de madera se encontraba en malas condiciones lo que motivó que Martínez propusiera la sustitución de casi toda esta estructura por otra realizada en el mismo material.
En noviembre de 1899, el concejal Montero, propuso que se debían hacer otras mejoras con mayor peso, queriendo proceder a su ampliación empleándose hierro en la plataforma, ayudando así al puente a ser útil para el tránsito de carromatos, por lo que encargaron a Saturnino Martínez la realización de una propuesta que estaba acabada en 1900. Finalmente se cifró el precio de esta remodelación en 14 730 pesetas. Tras la correspondiente subasta, que se verificó el 17 de agosto de 1901, se adjudicaron los trabajos al contratista Vantentín Marcos. En ese momento acabó por quedar configurada la imagen del puente tal y como ha sido conocida a lo largo del siglo XX, sustituyéndose no solo la plataforma sino también la barandilla por otra de hierro que pronto se convirtió en modelo para las de otros puentes. A raíz de esta intervención, se vuelven a documentar problemas estructurales lo que generó la necesidad de nuevas intervenciones de consolidación, en las que el contratista tuvo que realizar también  algunos trabajos de mejora en los pilares de piedra para que así pudieran sustentar sin problemas no solo el peso de la plataforma y de las barandillas de hierro sino también el del nuevo y más pesado tráfico. En 1902 se procedió la colocación de nuevas y modernas farolas en ambas entradas del puente.